# Houari Boumédiène (Guelma)
Pour les articles homonymes, voir Boumédiène (homonymie).
Houari Boumediene (anciennement Aïn Hassania, Clauzel lors de la colonisation française) est une commune de la wilaya de Guelma en Algérie, située à environ 15 km à l'ouest de Guelma.

## Géographie
La commune se situe entre les quatre montagnes Maouna, Anouna, Debagh et Gueroura . Elle est aussi entourée de trois rivières : Oued Charef, Bouhamdane et Seybousse.

## Histoire
Centre de population de la commune de Guelma, créé par décret du 13 janvier 1869, au lieu dit Aïn Enchir Rayan, érigé en commune de plein exercice par décret du 18 mars 1874. La commune est rattachée au département de Bône en 1955.
Après l'indépendance de l'Algérie, la commune prend le nom d'Aïn Hassaïnia, puis son nom actuel dédié à la mémoire de Houari Boumédiène, ancien président d'Algérie, qui était natif de la ville.

## Personnalités liées à la commune
- Houari Boumédiène,  ancien président de l'Algérie, natif de la ville;
- Charles Bardot, international français de football.